# Henry Labouchere (1er baron Taunton)
Henry Labouchere (15 août 1798 - 13 juillet 1869) est un homme politique britannique du Parti libéral et whig du milieu du XIXe siècle.

## Jeunesse et éducation
Il est né à Over Stowey, Somerset, dans une famille de marchands huguenots , fils de Peter Caesar Labouchere et de Dorothy Elizabeth, fille de Francis Baring. Il fait ses études au Winchester College et à Christ Church, Oxford, où il obtient son BA (1821) et sa MA (1828).

## Carrière politique
En 1826, il est élu député de St Michael, en tant que Whig . En 1830, il prend le siège de Taunton, qu'il occupe jusqu'en 1859. En 1835, Benjamin Disraeli se présente au siège de Taunton, mais Labouchère gagne par 452 voix contre 282. Il est nommé pour la première fois à un poste ministériel par Lord Grey en 1832, servant de Lord civil de l'Amirauté. Après avoir commencé le deuxième ministère de Melbourne en tant que maître de la Monnaie, conseiller privé et vice-président de la Chambre de commerce (et, plus tard, sous-secrétaire d'État à la Guerre et aux Colonies), Labouchere est élevé à un poste au cabinet, président du Board of Trade, qu'il occupe de 1839 jusqu'à la chute du gouvernement de Melbourne en 1841.
Lorsque les Whigs, désormais dirigés par Lord John Russell, reprennent le pouvoir en 1846, Labouchere retourne au cabinet, cette fois en tant que Secrétaire en chef pour l'Irlande. Sous son administration, les pires effets de la Grande Famine en Irlande commencent à se faire sentir en Irlande. L'année suivante, il redevient président du Board of Trade et y reste jusqu'à la chute du gouvernement de Russell en 1852 . De 1853 à 1854, il siège à la Commission royale sur la ville de Londres . La dernière affectation au cabinet de Labouchere intervient lors du premier ministère de Palmerston, dans lequel il est secrétaire d'État aux Colonies de 1855 à 1858. En 1859, Labouchere est élevé à la pairie en tant que baron Taunton, de Taunton dans le comté de Somerset.

## Famille
En 1840, il épouse sa cousine germaine Frances, fille de Thomas Baring (2e baronnet). Ils ont trois filles: 
- Emily (1844-1933) qui épouse Henry Eliot (5e comte de St Germans)
- Mina Francis, qui épouse Arthur Ellis (officier) (en)
- Mary Dorothy qui épouse Edward James Stanley

Frances est décédée en 1850, à l'âge de 36 ans.
En 1852, Labouchere épouse Lady Mary Howard (1823–1892), fille du comte de Carlisle. Il n'y avait pas d'enfants de ce mariage .
Taunton est décédé en juillet 1869, à l'âge de 70 ans, dans sa maison de Londres à Belgrave Square . Il est enterré près de sa maison de campagne Quantock Lodge à Over Stowey. Comme il n'a pas de fils, la baronnie s'est éteinte à sa mort. Son neveu, également Henry Labouchere, hérite d'une partie de la fortune de Labouchere et deviendra plus tard un éditeur de journaux et un homme politique bien connu.